# Pena de muerte en Tonga
La pena capital es legal en el Reino de Tonga, pero no se ha impuesto desde 1982. La falta de ejecuciones coloca al país en la categoría de "abolicionista", ya que mantiene la pena de muerte en la ley, pero no se ha llevado a cabo en al menos diez años. 

## Legislación y jurisprudencia
La legislación vigente en materia de pena de muerte es la Ley de Delitos Penales. La misma incluye la pena capital en su lista de penas por conducta delictiva, como el asesinato, y la traición a la patria. En una enmienda a la Ley de Delitos Penales de 1939, se estableció que no se puede imponer a una mujer embarazada. Asimismo, una persona menor de 15 años no puede recibir la pena por asesinato, sin embargo, debido a la redacción de la normativa, no está configurado si una persona menor de esta edad puede recibir la pena de muerte como castigo por traición.
Para la imposición de la pena de muerte, se debe contar con el consentimiento el monarca, que toma la decisión en conjunto con el Consejo Privado. El método de ejecución es la muerte por ahorcamiento, y después de ella un oficial médico debe proporcionar un certificado de defunción; una práctica agregada mediante una enmienda en 1958. El jurado encargado de condenar, junto a un magistrado del distrito en el que se ejecutó la sentencia de muerte, debe realizar una "pesquisa" del cuerpo, y determinar la identidad de la persona ejecutada. Asimismo, debe asegurarse de que la “sentencia de muerte fue debidamente ejecutada sobre el infractor”, lo que significa que además de un certificado médico, el jurado debe asegurarse de que el infractor está muerto.
Las últimas ejecuciones tuvieron lugar en 1982, cuando Haloti Sole, Livingi Sole y Fili Esau fueron ahorcados, al haber sido condenados por asesinato. Ese  mismo año, el Asamblea Legislativa discutió la abolición de la pena de muerte, pero decidió mantenerla.
En 2004, se votó en la Asamblea Legislativa de Tonga un proyecto de ley que proponía introducir la pena de muerte por posesión de drogas ilícitas. Finalmente, fue rechazado por diez votos contra siete.
La cuestión de la pena capital volvió al debate público en 2005, cuando Tevita Siale Vola se convirtió en la primera persona en Tonga en ser condenada por asesinato en 24 años. Sin embargo, no se le impuso la pena de muerte, sobre la base de que sus acciones no alcanzaron el umbral de "uno de los casos más raros en los que la opción alternativa de cadena perpetua está incuestionablemente cerrada". No se emitió ningún juicio moral sobre la pena de muerte y se explicó que era "un asunto del Gobierno y el Parlamento" decidir si la pena de muerte debía mantenerse en Tonga.

## Acciones internacionales
La Organización de las Naciones Unidas presentó una moratoria sobre la pena de muerte en 2007. Tonga emitió su votó en contra, algo que repitió en 2008, 2010 y 2012. Sin embargo, más recientemente, en 2014 y 2016, el país se abstuvo de votar sobre este tema.
En los disturbios de Nukualofa de 2006, numerosas personas resultaron sospechas de asesinato. El gobierno australiano, que formaba parte del equipo de investigación de los disturbios, se negó a entregar los informes de las autopsias de las víctimas por temor a que se impusiera la pena de muerte a los sospechosos.

### Examen Periódico Universal
Ciclo 2008
Durante el transcurso del ciclo del Examen Periódico Universal (EPU) en 2008, Tonga recibió una recomendación de Italia para abolir la pena de muerte. El país respondió con un recordatorio de que no había impuesto tal condena desde 1982 y que agradecía “oportunidades adicionales para la discusión y el debate sobre el tema”. No obstante, dado que Tonga ha ratificado pocos tratados internacionales de derechos humanos, tiene pocas obligaciones internacionales con respecto a la pena de muerte.
Ciclo 2012
En 2012, el gobierno tongano recibió recomendaciones similares, de países tales como Australia, España y el Reino Unido, que invitaban a ratificar el Segundo Protocolo Facultativo del Pacto Internacional de Derechos Civiles y Políticos, que tiene como objetivo la abolición de la pena de muerte; Tonga no es signataria. El país se refirió a R v Vola como muestra de que los tribunales de Tonga aplican los principios del Pacto Internacional de Derechos Civiles y Políticos a pesar de su estado de no ratificación.
Italia y Eslovaquia hicieron recomendaciones por separado sobre la imposición de la pena de muerte a personas menores de 18 años. Italia sugirió que Tonga la “prohíba explícitamente”, ya que estaría de acuerdo con la Convención sobre los Derechos del Niño y una resolución contemporánea de la Asamblea General de las Naciones Unidas; mientras que Eslovaquia recomendó la abolición “inmediata”. El Reino de Tonga ha ratificado la CDN, que prohíbe la pena capital para personas menores de 18 años, independientemente del delito cometido.
La respuesta del gobierno tongano durante este ciclo puso de manifiesto su determinación de mantener la pena de muerte. A pesar de ser "abolicionista" en la práctica, es un estado "retencionista" ya que se niega a abolirla.